# Срдинац
Срдинац је насељено место у општини Новиград Подравски, Копривничко-крижевачка жупанија, Хрватска.

## Историја
До територијалне реорганизације у Хрватској био је у саставу старе општине Копривница.

## Становништво
У попису становништва из 2011. године, Срдинац је имао 18 становника.
| Број становника према пописима | Број становника према пописима | Број становника према пописима | Број становника према пописима | Број становника према пописима | Број становника према пописима | Број становника према пописима | Број становника према пописима | Број становника према пописима | Број становника према пописима | Број становника према пописима | Број становника према пописима | Број становника према пописима | Број становника према пописима | Број становника према пописима | Број становника према пописима |
| ------------------------------ | ------------------------------ | ------------------------------ | ------------------------------ | ------------------------------ | ------------------------------ | ------------------------------ | ------------------------------ | ------------------------------ | ------------------------------ | ------------------------------ | ------------------------------ | ------------------------------ | ------------------------------ | ------------------------------ | ------------------------------ |
| 1857                           | 1869                           | 1880                           | 1890                           | 1900                           | 1910                           | 1921                           | 1931                           | 1948                           | 1953                           | 1961                           | 1971                           | 1981                           | 1991                           | 2001                           | 2011                           |
| 133                            | 161                            | 172                            | 173                            | 174                            | 150                            | 171                            | 155                            | 127                            | 123                            | 118                            | 129                            | 86                             | 61                             | 37                             | 18                             |

### Попис1991.
У попису становништва из 1991. године, Срдинац је имао 61 становника, следећег националног састава:
| Попис 1991.‍  | Попис 1991.‍  | Попис 1991.‍ | Попис 1991.‍ | Попис 1991.‍ |
| ------------ | ------------ | ----------- | ----------- | ----------- |
|              |              |             |             |             |
| Хрвати       | Хрвати       |             | 36          | 59,01%      |
| Срби         | Срби         |             | 16          | 26,22%      |
| Југословени  | Југословени  |             | 6           | 9,83%       |
| Црногорци    | Црногорци    |             | 2           | 3,27%       |
| неопредељени | неопредељени |             | 1           | 1,63%       |
| укупно: 61   |              |             |             |             |

### Попис1910.
| Срдинац                                                             | Срдинац |
| ------------------------------------------------------------------- | --- |
| језик                                                               | вера |
| укупно: 150 Српски 136 (90,66%) Хрватски 13 (8,66%) Чешки 1 (0,66%) | <div style="border:solid transparent;position:absolute;width:100px;line-height:0; укупно: 150 Православци 136 (90,66%) Римокатолици 14 (9,33%) - (-%) |